# Gnolus
Gnolus es un género de arañas araneomorfas de la familia Mimetidae. Se encuentra en Sudamérica.

## Lista de especies
Según The World Spider Catalog 12.0:
- Gnolus angulifrons Simon, 1896
- Gnolus blinkeni Platnick & Shadab, 1993
- Gnolus cordiformis (Nicolet, 1849)
- Gnolus limbatus (Nicolet, 1849)
- Gnolus spiculator (Nicolet, 1849)
- Gnolus zonulatus Tullgren, 1902